# Гбарполу
Гбарполу (англ. Gbarpolui) — графство в Либерии. Административный центр — Бополу. Площадь — 9 685 км², население — 83 758 человек (2008 год).

## География
На севере граничит с графством Лофа, на юго-востоке с графством Бонг, на юге с графством Боми, на юго-западе с графством Гранд-Кейп-Маунт, на северо-западе со Сьерра-Леоне.

## Административное деление
Графство делится на 6 округов (население — 2008 г.):
- Беллех (17 288 чел.)
- Бокому (10 460 чел.)
- Бополу (18 298 чел.)
- Гбарма (15 972 чел.)
- Гоунволаила (8 115 чел.)
- Конгба (13 625 чел.)